# Jarpice
Obec Jarpice se nachází v okrese Kladno ve Středočeském kraji. Rozkládá se asi dvacet jedna kilometrů severně od Kladna a jedenáct kilometrů severně od města Slaný. Žije zde 306 obyvatel.

## Části obce
- Jarpice
- Budenice

## Historie
První písemná zmínka o obci pochází z roku 1318.
V roce 2016 zde žilo 281 obyvatel.

### Územněsprávní začlenění
Dějiny územněsprávního začleňování zahrnují období od roku 1850 do současnosti. V chronologickém přehledu je uvedena územně administrativní příslušnost obce v roce, kdy ke změně došlo:
- 1850 země česká, kraj Praha, politický i soudní okres Slaný[4]
- 1855 země česká, kraj Praha, soudní okres Slaný[4]
- 1868 země česká, politický i soudní okres Slaný[4]
- 1939 země česká, Oberlandrat Kladno, politický i soudní okres Slaný[5]
- 1942 země česká, Oberlandrat Praha, politický i soudní okres Slaný[6]
- 1945 země česká, správní i soudní okres Slaný[7]
- 1949 Pražský kraj, okres Slaný[8]
- 1960 Středočeský kraj, okres Kladno[9]

### Rok 1932
V obci Jarpice (přísl. Budeničky, 625 obyvatel, katol. kostel) byly v roce 1932 evidovány tyto živnosti a obchody: 3 obchodníci s dobytkem, galanterie, 2 holiči, 3 hostince, jednatelství, kolář, 2 kováři, 2 krejčí, 3 obuvníci, mlýn, 7 rolníků, řezník, 2 obchody se smíšeným zbožím, spořitelní a záložní spolek v Jarpicích, trafika, truhlář, 2 zahradníci.

## Osobnosti
- Václav Staněk (1804–1871), lékař, vysokoškolský pedagog a politik, během revolučního roku 1848 poslanec Říšského sněmu[11][12]

## Doprava
- Silniční doprava – Obcí prochází silnice II/239 Černčice - Peruc - Jarpice - Černuc

- Železniční doprava – Železniční trať ani stanice na území obce nejsou.

Nejblíže obci je železniční stanice Zlonice ve vzdálenosti 4 km ležící na trati 110 z Kralup nad Vltavou a Slaného do Loun, odbočuje zde Trať 095 Zlonice - Vraňany.
- Autobusová doprava – V obci zastavovaly v červnu 2011 autobusové linky Vraný-Velvary-Praha (1 spoj tam i zpět), Slaný-Šlapanice-Vraný (2 spoje tam, 3 spoje zpět) a Slaný-Hospozínek (3 spoje) (dopravce ČSAD Slaný, a.s.).[13]

## Pamětihodnosti
- Kaple svatého Jana Nepomuckého
- Kaple svatého Isidora
- Sýpka u čp. 39
- Krucifix